# Charles Bally
Charles Bally (ur. 4 lutego 1865 w Genewie, zm. 10 kwietnia 1947 tamże) – szwajcarski językoznawca, jeden z twórców stylistyki funkcjonalnej.
Był uczniem Ferdinanda de Saussure’a. Później objął Katedrę Językoznawstwa Ogólnego i Sanskrytu na Uniwersytecie w Genewie.
W 1916 r. wspólnie z Albertem Sechehayem wydał Kurs językoznawstwa ogólnego Ferdinanda de Saussure’a.

## Wybrane publikacje
Bally był autorem prac z językoznawstwa ogólnego i stylistyki. Można wśród nich wymienić:
- Traité de stylistique française (t. 1–2, 1909)
- Le Langage et la Vie (1913)
- La pensée et la langue, [w:] „Bulletin de la Société linguistique de Paris”, 22–23 (1922)
- La Crise du français, notre langue maternelle à l'école (1930) (wznowienie przez: Jean-Paul Bronckart, Jean-Louis Chiss, Christian Puech : 2004)
- Linguistique générale et linguistique française (1932, wyd. poprawione 1945)
- L’Arbitraire du signe. Valeur et signification (1940)
- Manuel d'accentuation grecque (1945)
- Le Langage et la Vie (wyd. III, 1977)